# ФК Виноградар Гудурица
ФК Виноградар је српски фудбалски клуб из Гудурице, Вршац и тренутно се такмичи у Другој јужнобанатској лиги Исток, шестом такмичарском нивоу српског фудбала.